# Fontaine-sous-Jouy
Fontaine-sous-Jouy är en kommun i departementet Eure i regionen Normandie i norra Frankrike. Kommunen ligger i kantonen Évreux-Est som tillhör arrondissementet Évreux. År 2022 hade Fontaine-sous-Jouy 848 invånare.

## Befolkningsutveckling
Antalet invånare i kommunen Fontaine-sous-Jouy
Referens:INSEE